# Свавілля
Сваві́лля — термін, який має декілька значень.
1. Стан, властивий для влади, котра ніким не контролюється, коли не беруться до уваги бажання та думки інших, брак законності, справедливості.
2. Спосіб діяти на власний розсуд, не зважаючи на волю й думку інших, ні з чим, і ні з ким не рахуючись, самовладдя, антисоціальний егоїзм, котрий порушує етичні правила.
Необґрунтована дія, що відноситься до концепцій несправедливості, непередбачуваності та волюнтаризму.
У працях зарубіжних філософів є лише окремі зауваження, висловлювання, екскурси на дану тему в рамках розгляду феномену свободи та свободи волі.
У Біблії засуджено цю рису і описано, що буде зі свавільними людьми: "Отже, Єгова знає, як рятувати з випробування відданих йому людей, а неправедних зберігати для знищення в день суду, особливо тих, хто прагне опоганити тіло інших і не поважаєвладу. Зухвалі і свавільні, вони не бояться зневажливо говорити про славних, тимчасом як ангели, хоча й переважають їх силою та могутністю, з поваги до Єгови не звинувачують їх образливими словами.Ці люди зневажливо висловлюються про те, чого не знають. Вони подібні до нерозумних тварин, які керуються інстинктом і народжуються* для того, щоб їх зловили і погубили. Їхній згубний шлях доведе їх до знищення, вони стягнуть на себе лихо як відплату за те, що йдуть лихим шляхом." (2 Петра 2:10-13, переклад Нового світу).